# Reghin
Reghin (Hongaars: Szászrégen, Duits: Sächsisch Reen of Sächsisch Regen) is een stad in Roemenië met 31.000 inwoners. De stad ligt in het noorden van het district (judet) Mureș bij de monding van de Gurghiu in de gelijknamige rivier. Oostelijk ligt het Gurghiugebergte, een deel van de Oostelijke Karpaten.
Reghin heeft een houtverwerkende industrie en is vooral bekend om zijn productie van muziekinstrumenten. De stad had tevens een bierbrouwerij, totdat de buitenlandse eigenaren in 2003 de productie van het plaatselijke biermerk, Silva, elders onderbrachten. Bovendien was in Reghin decennialang schoenfabriek Alpina S.A. actief. Deze fabriek werd in 1997 door een Nederlandse firma overgenomen maar in november 2007 gesloten.
Oorspronkelijk bestond deze Zevenburgse stad uit twee delen: het door Duitsers ("Saksen") bewoonde Reghinul Sasesc (Sächsisch Regen, Szászrégen) en het Hongaarse Reghinul Unguresc (Ungarisch Regen, Magyarrégen). Beide groepen wonen er nog steeds, hoewel vooral het Duitse aandeel in de 20e eeuw sterk is afgenomen. Het voornaamste monument van de stad herinnert aan het Duitse verleden: de evangelisch-lutherse kerk (Marienkirche) dateert van 1300-1330 en is het grootste gotische bouwwerk in de regio.
Vanaf de 12e eeuw kwamen Saksische kolonisten in het gebied wonen. De stad vormde het centrum van het Reener Ländchen, een Duitstalig gebied dat grensde aan het autonome Saksische gebied Nösnerland. Tot 1944 vormden de Saksen een meerderheid van de bevolking van de stad en omliggende dorpen. In dat jaar vluchtte het merendeel van de Duitstaligen. De Roemeense regering liet de leegstaande dorpen en stadswoningen vullen met Roemenen uit het Regat (Vorstendom Roemenië), het oude Roemenië ten zuiden van de Karpaten.
De stad kent historisch gezien een grote Hongaarse gemeenschap, direct ten zuiden van de stad ligt de grens van het historische Szeklerland waar ook nu nog een Hongaarstalige meerderheid is onder de bevolking. 

## Geschiedenis
De eerste vermelding van de stichting van de stad dateert al uit het jaar 1142, er was toen al sprake van Teutonische kolonisten. In 1241 werd de plaats verwoest door de binnentrekkende Mongolen. Nadien waren er nog twee invallen, dit wordt herdacht in de oude kerk door een gedenksteen waaronder het "oude Reen" begraven ligt zoals men plaatselijk zegt.
In de tijd van het Koninkrijk Hongarije was de plaats in het bezit van de adellijke familie Tomaj. Niet alleen de stad maar ook 25 omliggende dorpen behoorden tot de landheer. Al rond 1300 word er een Rooms Katholiek decanaat gevormd en in 1332 wordt een Kapittelkerk gebouwd.
In het jaar 1447 is de plaats een Marktvlek en vormt het de kern van het Reener Ländchen, een door Saksische kolonisten bewoond autonome regio binnen het Koninkrijk Hongarije. Een stadsmuur of omwallingen kende het niet. Als in 1526 Hongarije wordt binnengevallen door de Ottomanen wordt er rond de kerk een start gemaakt met versterkingen (Weerkerk). 
In 1551 bereikt de reformatie de stad, de priester gaat over op het protestantse geloof. 
In het jaar 1646 worden de twee stadsdelen (Hongaars- en Duits-Reen) voor het eerst van elkaar gesplitst. Vorst Georg I. Rákóczi besloot het Hongaarse deel onder te brengen bij een comitaat terwijl het Duitse deel haar autonomie behield. De beide stadsdelen worden door een beek van elkaar gescheiden; de Rosengraben.
Tijdens de revolutiejaren 1848 en 1849 willen de Hongaren vechten voor hun onafhankelijkheid van de Habsburgse heersers. Er worden vele militairen naar de stad overgebracht en het Russische leger van de Tsaar verschijnt ook bij de stad. Er wordt hevig gevochten en na de strijd ligt de stad in puin. 
Op 10 maart 1863 worden de twee steden (Magyarrégen en Sächsisch-Regen) weer verenigd en door de Habsburgse keizer stadsrechten toegekend onder de Hongaarse kroon als Szászrégen. De tweede helft van de 19e eeuw stond vooral in het teken van de herbouw van de verwoeste stad. Na de ausgleich ontstond Oostenrijk-Hongarije en onder het herstelde Hongaarse koninkrijk ontwikkelde de stad zich in 50 jaar tot een belangrijke burgerstad in de regio. Het aantal inwoners groeide tussen 1850 en 1900 van 6.459 naar 10.170.
In 1918 komt de plaats in handen van de Roemenen en in 1920 wordt dat bekrachtigd in het verdrag van Trianon.
In de jaren '30 van de vorige eeuw was de plaats nog een multi-etnische stad, er woonden Hongaren, Saksen, Roemenen, Joden en andere bevolkingsgroepen. In de Tweede wereldoorlog werd de Joodse gemeenschap weggevoerd, aan het einde van de oorlog sloegen de Saksen op de vlucht. Dit maakte dat het naoorlogse Reghin (zoals het inmiddels was gaan heten onder Roemeens bewind) tot een andere stad. Wel groeide de plaats snel dankzij de industrialisatie onder communistisch gezag. In 1956 waren er al meer dan 18.000 inwoners, 10.000 daarvan Hongaarstalig en 7000 Roemeens. In 1966 waren de Roemenen en Hongaren met elkaar in evenwicht, daarna sloeg de balans definitief uit naar een Roemeense meerderheid.
In Reghin bevindt zich een openluchtmuseum.

## Bevolking
De bevolking van Reghin heeft al jaren te maken met een dalende tendens. Verder valt op dat het aandeel Hongaren en Duitsers afneemt en het aandeel van de Roemenen en Roma toeneemt.
- In 1850 waren er 4.227 inwoners, waarvan 2.964 Duitsers (70,1%), 644 Roemenen (15,2%) en 556 Hongaren (13,2).
- In 1910 had het gezamenlijke Reghin, dat toen tot het Hongaarse comitaat Maros-Torda behoorde, 2994 Duitse, 2947 Hongaarse en 1311 Roemeense inwoners.
- In 1956 waren er 18.091 inwoners, waarvan 7.011 Roemenen (39%), 9.635 Hongaren (53%) en 496 Duitsers.
- In 1966 waren er 23.295 inwoners, waarvan 11.198 Roemen (48%) 11.250 Hongaren (48%) en 451 Duitsers.
- In 1977 waren er  29.903 inwoners, waarvan 16.131 Roemenen (54%), 12.287 Hongaren (41%) en 500 Duitsers.
- In 1992 waren er  39.240 inwoners, waarvan 24.601 Roemeense (63%), 12.471 Hongaarse (32%) en nog maar 346 Duitse inwoners en bovendien 1790 zigeuners.
- In 2002 waren er 36.126 inwoners, waarvan 23.611 Roemenen (65%), 10.396 Hongaren (29%) en 237 Duitsers.
- In 2011 waren er 31.657 inwoners, waarvan 21.153 Roemeense (67%), 8.240 Hongaarse (26%), 2.002 Roma (6%) en 182 Duitse inwoners.

### Hongaarse gemeenschap
De Hongaarse gemeenschap van Szászrégen bestaat uit 8 tot 10.000 personen. De gemeenschap heeft eigen kerken, er zijn basisscholen met Hongaarse afdelingen en er is op de middelbare school een Hongaarstalige afdeling. In de stad verschijnt het maandblad Szászrégen és Vidéke. In de plaats is een zender van de hongaarstalige popstations City Rádió en Rádió GaGa. Verder is Marosvásárhelyi Rádió er te ontvangen.

## Fotogalerij

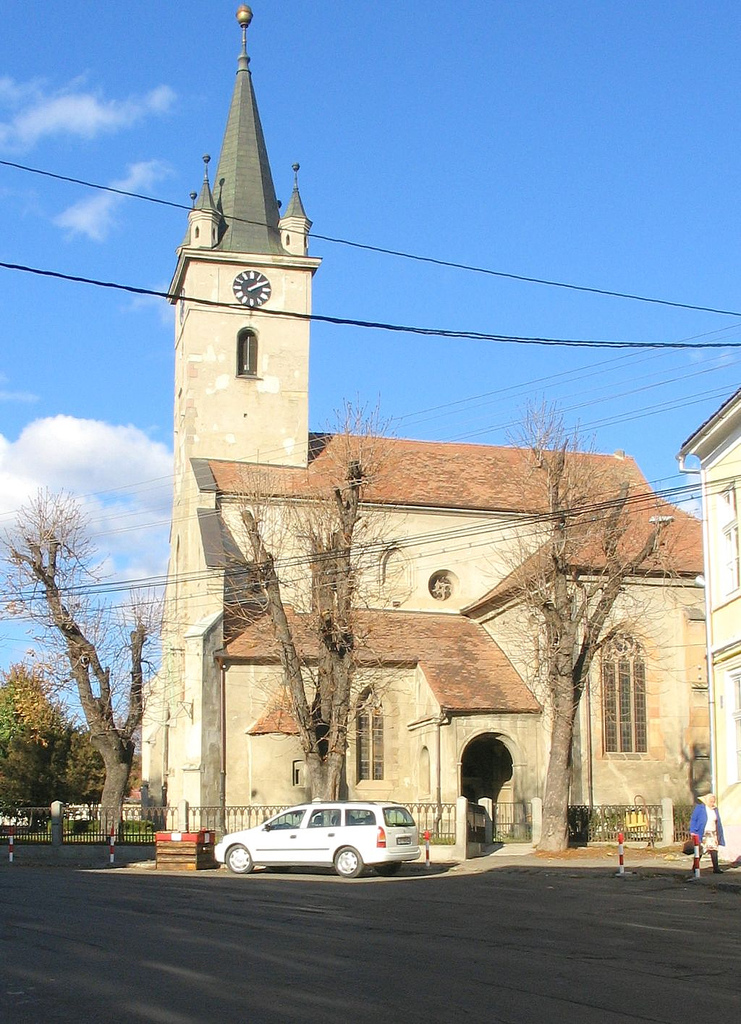
Saksische Evangelische Kerk van Sächsisch-Regen
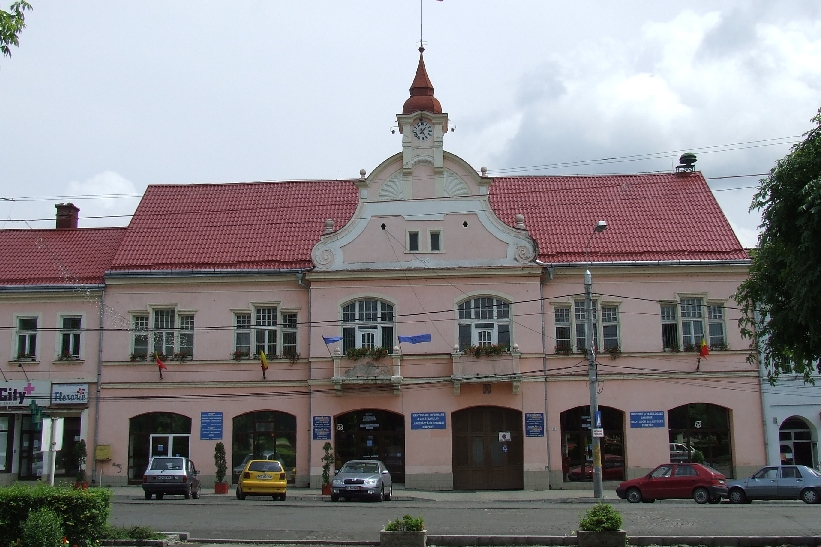
Stadhuis
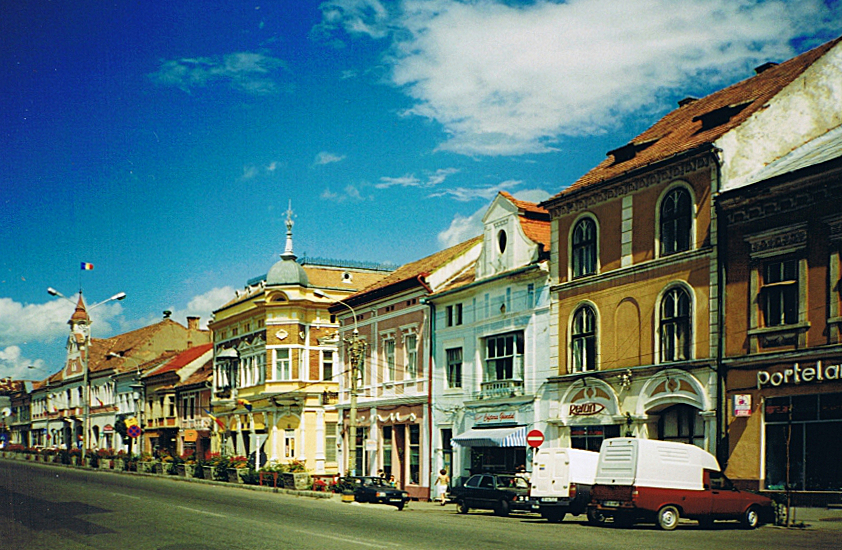
Stadscentrum
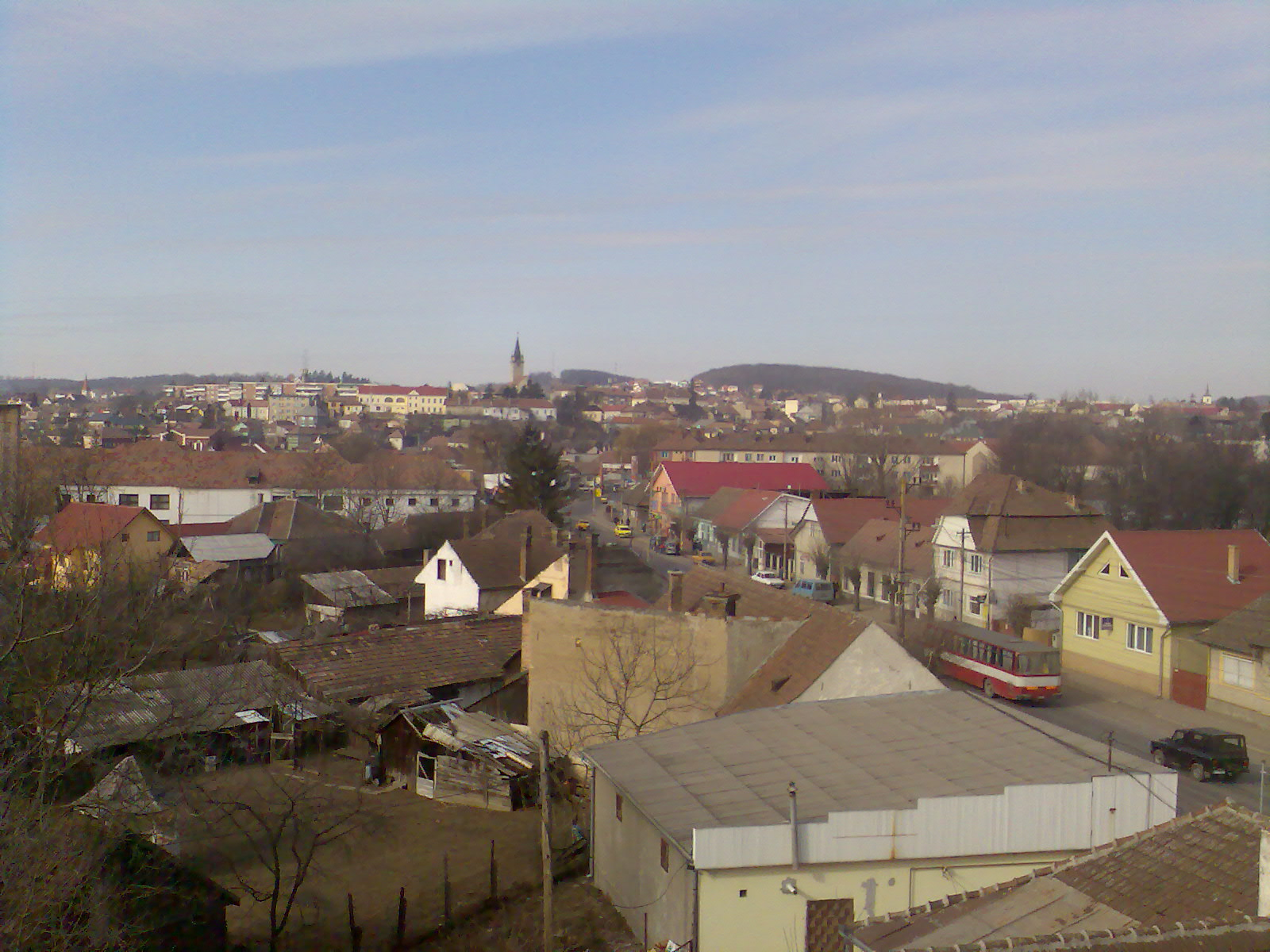
Stad in vogelvlucht

## Stedenband
Tussen Reghin en de Utrechtse gemeente Vianen bestaat sinds 1994 een stedenband. Een Vianense stichting verzorgt tweejaarlijks een transport met hulpgoederen naar Reghin.
Steden met gemeentestatus: Târgu Mureș · Sighișoara · Reghin · Târnăveni

Steden zonder gemeentestatus: Iernut · Luduș · Sovata · Miercurea Nirajului · Sărmașu · Sângeorgiu de Pădure · Ungheni